# Lew Dawidowitsch Landau

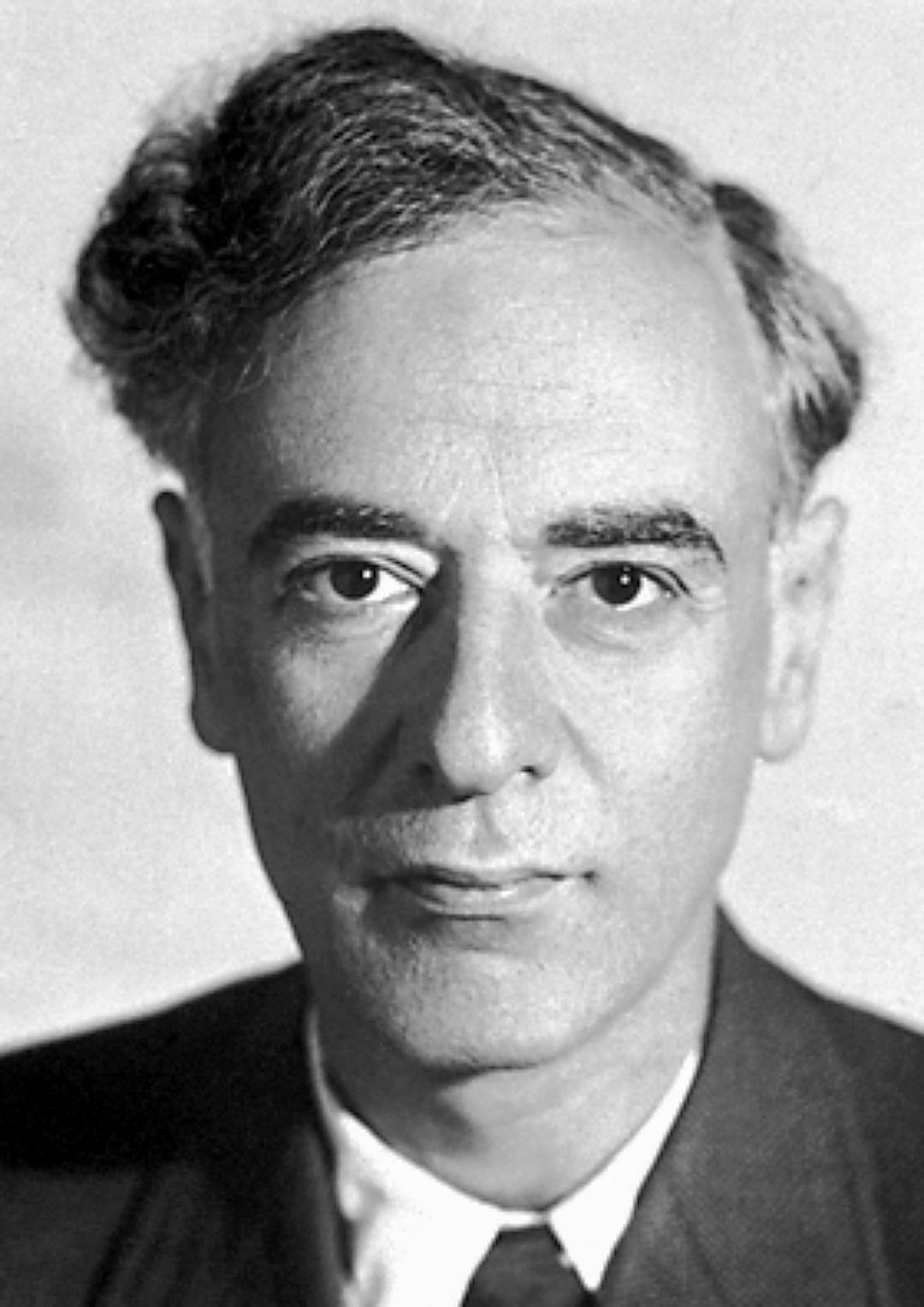
Lew Landau (1962)

Lew Dawidowitsch Landau (russisch Лев Давидович Ландау; * 9. Januarjul. / 22. Januar 1908greg. in Baku, Russisches Kaiserreich; † 1. April 1968 in Moskau) war ein sowjetischer Physiker und Nobelpreisträger.

## Leben und Laufbahn

### Jugend und Ausbildung

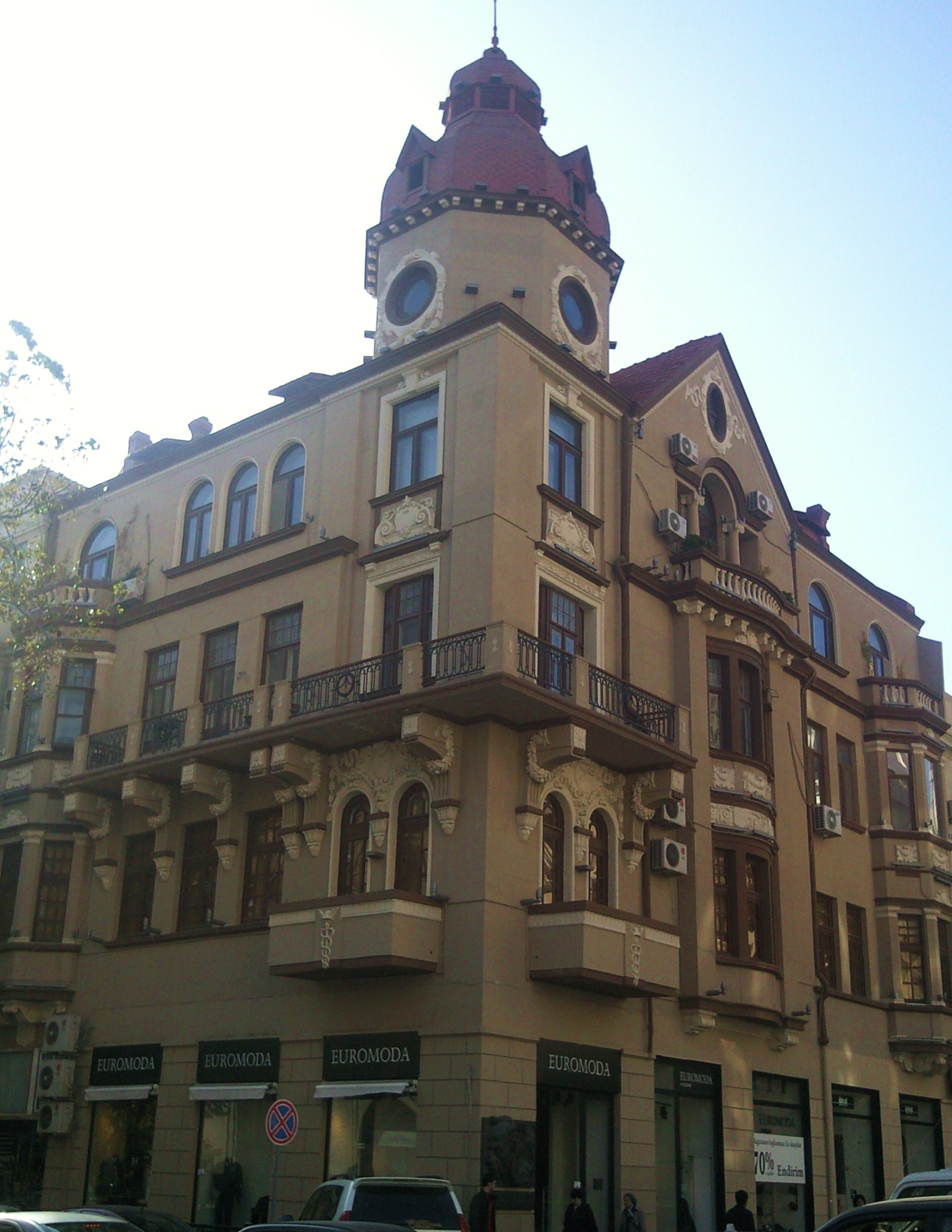
Haus der Familie Landau in Baku, in dem Lew Landau bis 1924 lebte

Landau war der Sohn des Ingenieurs der Caspian-Black Sea Joint-Stock Company Dawid Lwowitsch Landau (1866–1943), der in den Erdölfeldern bei Baku arbeitete, und der Pharmakologin Ljubow Harkavy-Landau. Beide Eltern waren jüdisch und lebten seit 1905 in Baku. Lew Landau beendete bereits 1921 die Schule und studierte ab 1922 an der physikalisch-mathematischen und chemischen Fakultät der  Staatlichen Universität von Baku
1924 wechselte er zur physikalischen Abteilung der Universität Leningrad, wo er Assistent von Abram Joffe wurde. Enge Studienfreunde waren George Gamow und Dmitri Iwanenko. 1926 erschien seine erste Veröffentlichung. 1929 erhielt Landau ein Forschungsstipendium, das ihn zu Max Born (Göttingen), Paul Ehrenfest (Leiden), Werner Heisenberg (Leipzig) und Wolfgang Pauli (Zürich) führte. Außerdem besuchte er Niels Bohr (in Kopenhagen, wo er nach 1929 auch 1933 und 1934 war) und Ernest Rutherford (Cambridge). In dieser Zeit entwickelte sich auch die Zusammenarbeit mit Rudolf Ernst Peierls.

### Charkiwer Jahre
Nach seiner Rückkehr nach Leningrad (1931) übernahm Landau 1932 die Leitung der Abteilung für Theoretische Physik am Physikalisch-Technischen Institut an der Universität Charkiw, damals Sowjetunion, heute Ukraine, wo er 1933 auch eine Professur für Theoretische Physik am Institut für Mechanik und Maschinenbau übernahm. Aufgrund seiner Verdienste wurde ihm 1934, ohne Vorlage einer Dissertation, der Doktorgrad verliehen. 1935 erhielt er eine Professur für Allgemeine Physik an der Universität Charkiw.
Landau lebte mit Konkordija (Kora) Terentjewna Drobanzewa zusammen, einer Chemie-Absolventin und Ingenieurin in einer Süßwarenfabrik, die er Mitte der 1930er Jahre in Charkow kennenlernte. 1946 kam der Sohn Igor zur Welt und das Paar heiratete offiziell.

### In Moskau
1937 folgte er einem Ruf Pjotr Kapizas an das Physikalische Institut in Moskau und übernahm dort die Leitung der Abteilung Theoretische Physik. Im April 1938 wurde Landau vom Geheimdienst zusammen mit seinen Freunden Moisei Korez und Juri Rumer verhaftet. Der Grund war nach Gennady Gorelik ein antistalinistisches (aber von sozialistischem Pathos getragenes) Flugblatt, das er mit seinen Freunden am 1. Mai verbreiten wollte. Nach seiner Entlassung, die nach einer mutigen Einmischung von Kapiza 1939 beim Geheimdienstchef Lawrenti Beria zustande kam, kehrte er an das Moskauer Institut zurück, wo er eine wissenschaftliche Schule gründete, aus der einige international bekannte Physiker hervorgingen.
Ende der 1940er Jahre und Anfang der 1950er Jahre arbeitete er am sowjetischen Wasserstoffbombenprojekt. Er organisierte die numerischen Rechnungen, mit denen eine erfolgreiche Vorhersage der Energiefreisetzung der ersten sowjetischen Wasserstoffbombe gelang (die nach Ideen von Andrei Sacharow im Slojka (Blätterteig)-Design gebaut wurde). Landau wurde dafür mit zwei Stalinpreisen (1949, 1953) und als Held der sozialistischen Arbeit (1954) ausgezeichnet. In den 1950er Jahren war er am Institut für Physikalische Probleme der Sowjetischen Akademie der Wissenschaften (dem späteren Kapiza-Institut). Nach wie vor misstraute man ihm von offizieller Seite, er durfte zum Beispiel trotz seines hohen Ansehens keine Auslandsreisen in den Westen machen und auch die Leitung des Instituts blieb bei Kapiza. Ein Grund dafür war, dass er kein Blatt vor den Mund nahm und sich häufig sarkastisch äußerte.

### Letzte Jahre
Am 7. Januar 1962 ereignete sich ein schwerer Unfall: Auf dem Weg von Moskau nach Dubna stieß Landaus Auto auf vereister Straße mit einem entgegenkommenden Lastwagen zusammen. Elf Knochen und der Schädel waren gebrochen. Er rang in den anschließenden Wochen mit dem Tode und musste mindestens viermal bzw. sechsmal wiederbelebt werden. Nach drei Monaten erwachte Landau wieder aus dem Koma. Von den Folgen des Unfalls jedoch konnte er sich nie wieder vollständig erholen, und er erlangte auch seine große Kreativität nicht annähernd zurück, trotz der Unterstützung seiner vielen Schüler und der sowjetischen Physiker-Gemeinde bei seiner Genesung. Als ihm im selben Jahr der Nobelpreis für Physik verliehen wurde, konnte er ihn nicht persönlich entgegennehmen. Lew Landau starb letztlich an den Folgen des Autounfalls sechs Jahre später am 1. April 1968.
Landaus Forschergruppe wurde zum Kristallisationskeim des 1965 gegründeten, weltweit bekannten Landau-Instituts für Theoretische Physik in Tschernogolowka bei Moskau. Zu dessen ersten Mitgliedern gehört der spätere Nobelpreisträger Alexei Alexejewitsch Abrikossow, der dort bis 1988 forschte.

## Werk
Landau lieferte Arbeiten zu fast allen Bereichen der modernen Physik. Nach frühen Forschungen zur Quantenmechanik und zum Magnetismus untersuchte er 1930 die diamagnetischen Eigenschaften von Metallen (u. a. Landau-Quantisierung), 1935 formulierte er mit Lifschitz eine mathematische Darstellung der Magnetisierungsmechanismen bei Ferromagnetika und sagte die ferromagnetische Resonanz voraus (siehe auch Landau-Lifschitz-Gilbert-Gleichung). In einer seiner ersten Veröffentlichungen führte er 1927 die Dichtematrix ein (unabhängig von John von Neumann um die gleiche Zeit). Bei einer Arbeit über Höhenstrahlung begründete er 1938 die Kaskadentheorie der Elektronenschauer. Ebenfalls in den 1930er Jahren begann Landau mit Forschungen auf dem Gebiet der Tieftemperaturphysik. 1936/37 entwickelte er die Theorie von Phasenübergängen 2. Art (für die Supraflüssigkeiten ein Beispiel sind). Ab 1938 erklärte er theoretisch viele der Eigenschaften der von Kapiza bei flüssigem Helium-4 experimentell entdeckten Suprafluidität, bei der ein Stoff ab (= unterhalb) einer bestimmten, stoffcharakteristischen Sprungtemperatur seine viskosen Eigenschaften verliert. Zum Beispiel sagte er den Zweiten Schall voraus und zog Phononen und Rotonen als elementare Quasiteilchen-Anregungen von Supraflüssigkeiten als Erklärung heran. 1940/41 formulierte er die Theorie der Suprafluidität auf quantenmechanischer Grundlage. 1948 bewies er das Landau-Yang-Theorem; 1950 stellte Landau zusammen mit Witali Ginsburg die phänomenologische Theorie der Supraleitung auf, welche die elektromagnetischen Eigenschaften dieser Leiter bei niedrigsten Temperaturen zusammenfasste (Ginsburg-Landau-Theorie). 1956 entwickelte er die nach ihm benannte Theorie von Fermiflüssigkeiten (Landau-Fermi-Flüssigkeiten).
Gegen Ende der 1950er Jahre arbeitete Landau mit seiner Schule auch über Elementarteilchentheorien und Quantenfeldtheorien, ein Bereich, den er vorher trotz der Erfolge von Richard Feynman und anderen im Westen gemieden hatte. Hier gelangen ihm und einigen anderen sowjetischen Physikern wie z. B. Isaak Pomerantschuk die Entdeckung eines inhärenten Problems der Quantenelektrodynamik, die Divergenz der Kopplungskonstanten mit zunehmender Energie (oder anders ausgedrückt des „Verschwindens der nackten Ladung“). Das führte dazu, dass die Quantenfeldtheorie allgemein in der russischen Schule, die stark von Landau dominiert war, noch lange Zeit mit starker Skepsis betrachtet wurde. Nach der Entdeckung der Paritätsverletzung der schwachen Wechselwirkung schlug er 1957 als neue Symmetrie die CP-Symmetrie vor, 1964 wurde allerdings gezeigt, dass auch diese verletzt ist.
Er befasste sich auch mit Astrophysik, wobei er 1932 die Chandrasekhar-Grenze berechnete und Neutronensterne vorhersagte (wie auch etwas später Robert Oppenheimer), und zwar vor Entdeckung des Neutrons. Landau war auch ein Kritiker früher Sternmodelle etwa von Arthur Eddington. In der Plasmaphysik sind die Landau-Dämpfung (1946) und die Landau-Länge nach ihm benannt. Eine später überholte Theorie der Turbulenz (Landau-Hopf-Theorie) stammt von ihm (1944) und (unabhängig) Eberhard Hopf und postulierte eine schrittweise Zunahme von jeweils neuen inkommensurablen Frequenzen im Fourierspektrum. Die Theorie war lange als Erklärung der Entstehung von Turbulenz (Chaos) populär. Am Ende zeigte die Chaostheorie ab den 1970er Jahren, dass ganz andere Szenarien beim Übergang zum Chaos auftreten (wie Seltsame Attraktoren nach David Ruelle, Floris Takens mit in gewissem Sinn endlich vielen Freiheitsgraden, aber unendlich vielen Frequenzen, Periodenverdopplung und Feigenbaum-Szenarium).
Zusammen mit Jewgeni M. Lifschitz und später noch einigen anderen Autoren verfasste er ein zehnbändiges, richtungsweisendes Lehrbuch der Theoretischen Physik (in der UdSSR ab 1938, als erster Band erschien die Statistische Physik), das als zeitloses Werk von hoher Qualität international einen großen Einfluss hat. In dem Lehrbuch wird ein sehr breites Spektrum der theoretischen Physik behandelt, entsprechend den weitgespannten Interessen der Landau-Schule. Es spiegelt mit seinen sorgfältig ausgearbeiteten Übungsaufgaben auch den Geist des Physik-Unterrichts in der Landau-Schule wider. Wer dort Zugang erhalten wollte, musste eine Reihe von schriftlichen Prüfungen privat bei Landau und seinen Mitarbeitern bestehen, deren Niveau weit über den staatlichen Prüfungen lag („Theoretisches Minimum“ von Landau und seinen Mitarbeitern genannt). Prüfen lassen konnte sich jeder nach vorheriger Absprache, auch ohne universitäre Voraussetzungen. Die Prüfungen bestanden aus rund drei teilweise sehr schwierigen Aufgaben, für die die Studenten je eine Stunde hatten, wobei Landau oder Lifschitz alle 15 bis 20 Minuten vorbeischauten: Schwieg Landau, war das ein gutes Zeichen, ein hmmm kennzeichnete Unzufriedenheit, die nach mehrmaliger Wiederholung zum vorzeitigen Abbruch führen konnte. Insgesamt bestanden nur 43 Studenten die Prüfung. Zu seinen Schülern zählen unter anderem Lew Pitajewski, Alexei Abrikosow, Issaak Chalatnikow, Lew Gorkow, Isaak Pomerantschuk, Boris Joffe, László Tisza, Alexander Kompanejez, Benjamin Levich, Jewgeni Lifschitz, Roald Sagdejew, Igor Dsjaloschinski, Alexander Pataschinski, Alexander Achijeser, Jakow Abramowitsch Smorodinski und Semjon Gerschtein. Ebenso bekannt waren die Landau-Seminare, in denen Landau bei Unklarheiten jederzeit mit bohrenden Fragen unterbrechen konnte, was formal auch anderen gestattet war. Nach einer Anekdote unterbrach Landau, als er Ende der 1920er Jahre Deutschland besuchte, auch Albert Einstein in einem Vortrag bei einem Fehler. Einstein überlegte kurz, gestand den Fehler ein, die Zuhörer auffordernd, das zuvor Vorgetragene zu vergessen. Landau schätzte Einstein im Übrigen hoch ein. Er teilte Physiker in eine logarithmische Skala von 0 bis 5 ein (0 war die höchste Stufe), stufte Einstein bei 0,5 ein, die Väter der Quantenmechanik (Schrödinger, Bohr, Heisenberg, Bose, Dirac, Wigner) bei 1, sich selbst anfangs bei 2,5, und relativ spät in seiner Karriere bei 2.

## Preise, Mitgliedschaften und Ehrungen

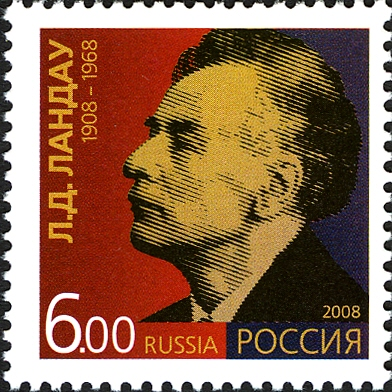
Briefmarke (Russland 2008)

Landau war Mitglied vieler wissenschaftlicher Gremien und Gesellschaften und wurde hoch ausgezeichnet: 1962 erhielt er für seine richtungsweisenden Arbeiten zur Theorie der kondensierten Materie (insbesondere zum flüssigen Helium) den Nobelpreis für Physik. 1949 und 1953 erhielt er den Stalinpreis und 1954 wurde er als Held der Sozialistischen Arbeit ausgezeichnet. 1960 erhielt er den Fritz-London-Preis und die Max-Planck-Medaille. 1962 erhielt er den Leninpreis mit Lifschitz für seine Lehrbuchreihe.
Landau war Mitglied zahlreicher wissenschaftlicher Akademien: Seit 1946 war er Mitglied der Sowjetischen Akademie der Wissenschaften. Außerdem war er Mitglied der Königlich Dänischen (1951) und der Königlich Niederländischen Akademie der Wissenschaften (1956), der Royal Society (1960), der American Academy of Arts and Sciences (1960) und der National Academy of Sciences (1960). Ab 1959 war er Ehrenmitglied des britischen Institute of Physics. 1964 wurde er zum Mitglied der Leopoldina gewählt.
Nach Landau ist der Landau-Preis der Russischen Akademie der Wissenschaften bzw. deren Vorläufer, der Sowjetischen Akademie der Wissenschaften im Bereich theoretische Physik benannt.
Der Mondkrater Landau und der Kleinplanet (2142) Landau sind nach ihm benannt.
Die russische Post gab 2008 anlässlich seines 100. Geburtstages eine Sondermarke heraus.

## Sonstiges
Lew Landaus Leben in der Sowjetunion liefert den Faden des Filmprojekts Dau des russischen Filmregisseurs Ilya Khrzhanovsky, ein Work in Progress, das 2018 in Berlin Premiere feiern sollte, jedoch nicht genehmigt wurde. Am 24. Januar 2019 wurde die Premiere schließlich in Paris gefeiert.
Das Landau-Gymnasium in der ostsächsischen Kleinstadt Weißwasser ist nach ihm benannt.

## Schriften

### Lehrbuch der theoretischen Physik
- mit E. M. Lifschitz in 10 Bänden:
  - Bd. 1 Mechanik
  - Bd. 2 Klassische Feldtheorie
  - Bd. 3 Quantenmechanik
  - Bd. 4 Quantenelektrodynamik (mit Lew P. Pitajewski, Wladimir B. Berestezki, früher auch als Relativistische Quantentheorie in zwei Teilen)
  - Bd. 5 Statistische Physik, Teil 1 (bis in die 1970er Jahre nur in einem Band)
  - Bd. 6 Hydrodynamik
  - Bd. 7 Elastizitätstheorie
  - Bd. 8 Elektrodynamik der Kontinua
  - Bd. 9 Statistische Physik, Teil 2 (Theorie des kondensierten Zustands, mit L. P. Pitajewski)
  - Bd. 10 Physikalische Kinetik (mit L. P. Pitajewski, behandelt werden Nichtgleichgewichtsprozesse)

Die erste deutsche Ausgabe erschien im Akademie Verlag, Berlin, ab 1957 (herausgegeben von Gerhard Heber, später Paul Ziesche). Eine englische Ausgabe erschien ab 1958 im Pergamon Verlag. Diese ersten Ausgaben gingen nur bis zum heutigen Bd. 8. Es gibt auch eine zweibändige Ausgabe Theoretische Physik kurzgefasst, Hanser 1975 (Bd. 1 Mechanik, Elektrodynamik, Bd. 2 Quantentheorie). Weitere Auflagen erschienen im ehemaligen Verlag Harri Deutsch.
Alle 10 Bände sind heutzutage im Europa-Lehrmittel Verlag als Satz oder einzeln verfügbar:
- L. D. Landau, E. M. Lifschitz: Lehrbücher der theoretischen Physik - Satz (= Lehrbuch der theoretischen Physik). Verlag Europa-Lehrmittel, Nourney, Vollmer GmbH & Co. KG, 2019, ISBN 978-3-8085-5588-0.

### Weitere Bücher von Landau
- Gesammelte Abhandlungen, Moskau, Nauka 1969 (russisch)
- Dirk ter Haar (Hrsg.): Collected Papers of L. D. Landau, Pergamon Press 1965
- mit Rumer: Was ist Relativitätstheorie?, Teubner, 11. Auflage 1985
- mit Alexander Kitaigorodski: Physik für alle, 4 Bände, Aulis Verlag 1981–1983 (Bd. 1 Physikalische Körper, Bd. 2 Moleküle, Bd. 3 Elektronen, Bd. 4 Photonen und Kerne)
- L. D. Landau, A. I. Achieser, E. M. Lifschitz: Mechanik und Molekularphysik. 2022, ISBN 978-3-11-247333-7, doi:10.1515/9783112473344.
  - 1970 Ausgabe auch im Akademie-Verlag.
- Springer Ausgabe (Reprint): C. Landau, Ya. Smorodinsky: Lectures on Nuclear Theory. Springer US, Boston, MA 1959, ISBN 978-1-4899-6222-5, doi:10.1007/978-1-4899-6457-1 (englisch).
  - 1993 Ausgabe bei Dover: L. D. Landau, Ya. Smorodinsky: Lectures on nuclear theory (= Dover books on physics and chemistry). Dover ed Auflage. Dover Publications, New York 1993, ISBN 978-0-486-67513-8 (englisch).